# 凯茜·克赖纳
凯茜·克赖纳（英語：Kathy Kreiner，1957年5月4日—），加拿大女子高山滑雪运动员。她曾代表加拿大参加1972年、1976年和1980年冬季奥林匹克运动会高山滑雪比赛，获得一枚金牌。